# Rei Lot

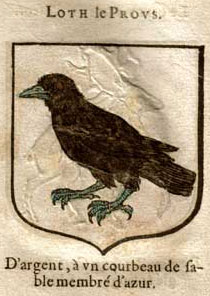
Brasão atribuído a Lot, o Orgulhoso (Loth le Provs (Preux)).

Lot das Órcades ou Lot de Lothian é um rei lendário, personagem das obras literárias do Ciclo Arturiano da Matéria da Bretanha. É em geral retratado como marido de Morgause, irmã do rei Artur, e pai de Galvão (Gauvain), um dos principais cavaleiros da corte.

## Lenda e literatura
Lot aparece na literatura como soberano da região escocesa de Lothian e, em obras mais tardias, também das Órcades (Orkney). Na crônica de Godofredo de Monmouth, Lot é casado com uma irmã de Ambrósio Aureliano e tem como filhos Galvão e Morderete (Mordred). Em outro trecho, porém, o mesmo autor informa que Lot está casado com Ana, irmã do rei Artur, indicando que se casou duas vezes. Também de acordo com Godofredo, Lot lidera o exército de Artur e é feito rei da Noruega após a conquista daquele país por Artur.
Nos romances mais tardios, Lot está casado com Morgause, que é meia-irmã de Artur por ser também filha de Igraine. Lot e Morgause tem quatro filhos, Galvão, Gaheris, Agravaim e Gaeriete (Gareth). Nestas obras, Lot resiste a autoridade de Artur diversas vezes e termina sendo morto por Pelinore.

## Historicidade
É possível que o personagem esteja inspirado num suposto rei de Lothian, Leudonus, que teria reinado durante o século V. Sua base de ação seria o fortim de Traprain Law, que na época romana tardia foi um assentamento bastante desenvolvido.